# Бомбардировка Копенгагена
Бомбардировка Копенгагена и пленение датского флота в 1807 году — первый и наиболее значительный эпизод англо-датской войны 1807—1814 годов. Вошёл в историю как один из первых в Новое время примеров использования превентивной войны.

## Предыстория
В начале XIX века Дания, соблюдавшая в ходе наполеоновских войн нейтралитет, располагала значительными владениями в виде Норвегии и Шлезвиг-Гольштейна, а также содержала крупный военно-морской флот, способный перекрыть доступ через пролив Зунд в Балтийское море. Англичане, активно противостоявшие Наполеону, считали этот доступ жизненно необходимым для поддержания союзнических отношений со Швецией и Россией. Выступление Дании на стороне Наполеона, которого так боялись в Лондоне, отрезало бы Британию от сообщения со своими союзниками, и в первую очередь с Петербургом.
Датская армия была сосредоточена по южной границе с Пруссией с тем, чтобы противостоять ожидавшемуся вторжению Наполеона. Столичный район вместе с Копенгагеном при этом оставался практически незащищённым. Англичане с тревогой наблюдали за событиями в Дании. Особенно беспокоило их то, что по балтийским водам на судоверфи Британии доставлялась необходимая для кораблестроения древесина. После отказа датского принца-регента от присоединения к англо-шведско-русскому союзу по Лондону поползли слухи о том, что он готов предоставить Наполеону право прохода по датской территории к Зунду с тем, чтобы блокировать его для британских судов и далее переправиться в Швецию.

## Подготовка вторжения

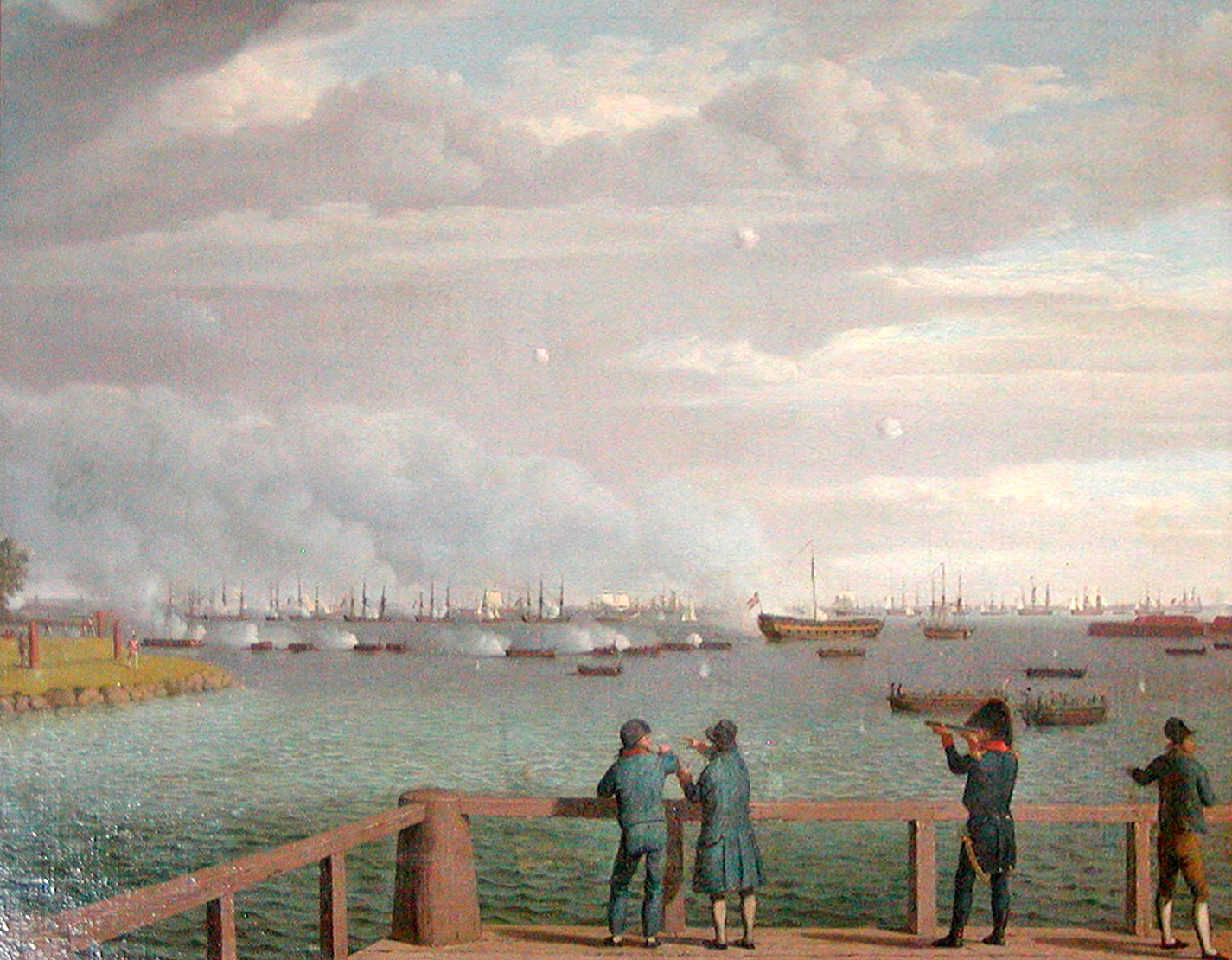
Английские корабли в копенгагенской гавани

В январе 1807 года будущий премьер-министр Роберт Дженкинсон заявил в Палате лордов, что им получены секретные депеши о том, что флоты Португалии и Дании готовятся принять участие в боевых действиях на стороне Наполеона. О том же сообщали министру иностранных дел Каннингу английские дипломаты из Тильзита, где шли переговоры французского и русского императоров.
Разнообразие указаний на готовящееся выступление Дании на стороне французов убедило в необходимости нападения на Копенгаген лорда казначейства Спенсера Персеваля. Под давлением со стороны Персеваля и военного министра Каслри, давно считавшего необходимостью перенесение боевых действий из Испании на север Европы, британский кабинет министров одобрил 14 июля 1807 года отправку 21 корабля в Каттегат для наблюдения за передвижениями датских кораблей. Адмиралтейство выделило на эту операцию более полусотни кораблей. 20 июля в сторону Дании было направлено 25 тысяч солдат.
Каннинг пытался предотвратить боевые действия, предлагая Дании союзнические отношения и защиту со стороны британской эскадры из 21 корабля. Французский министр Талейран, в свою очередь, требовал от датчан отказа от нейтралитета и вооружённой поддержки французской армии, угрожая в противном случае направить на завоевание Гольштейна маршала Бернадота. Таким образом, датское правительство оказалось между двух огней.

## Боевые действия
Получив отказ датчан от передачи своего флота в «депозит» английскому правительству, британцы и ганноверцы высадились 14 августа на острове Зеландия и разбили отряд датской армии у города Кёге. За несколько дней генералу Уэлсли удалось взять Копенгаген в окружение.

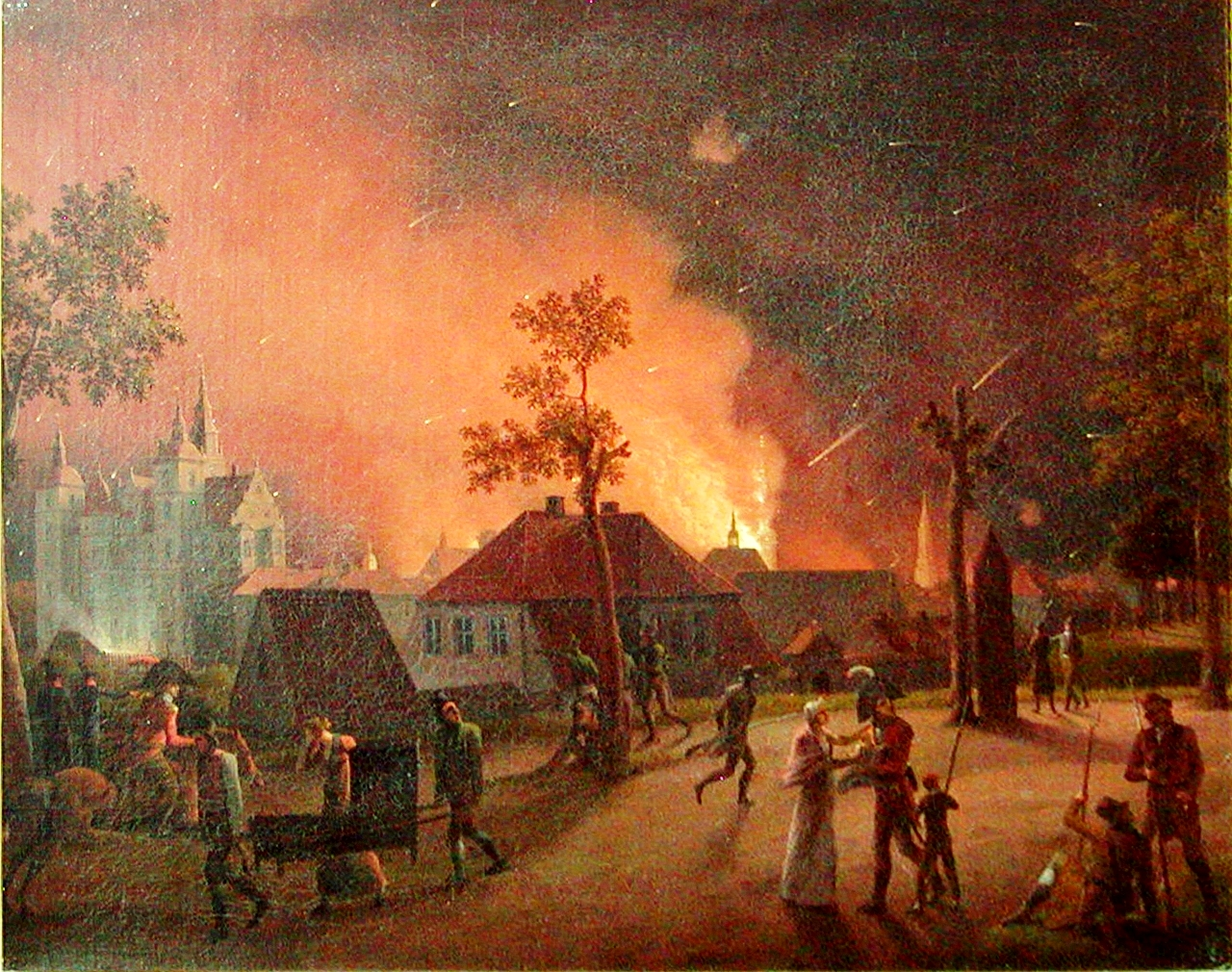
Обстрел Копенгагена в ночь на 4 сентября

Со 2 по 5 сентября английский флот осуществлял артиллерийский обстрел датской столицы: 5000 залпов в первую ночь, 2000 залпов во вторую ночь и 7000 — в третью. При этом погибло не менее 2000 гражданских жителей столицы, было разрушено каждое третье здание. При обстреле использовались обладавшие зажигательным действием ракеты Конгрива, из-за чего в осаждённом городе вспыхнули пожары.
Уже 7 сентября датский генерал Пейман подписал акт капитуляции, по которому Копенгаген и остатки изрешечённого обстрелом датского флота были переданы англичанам, а те обещали покинуть датские берега в течение шести недель. 21 сентября английский флот направился к родным берегам, уводя с собой конфискованные остатки датского флота, который с тех пор в прежней мощи так и не возродился.

## Реакция
Бомбардировка Копенгагена вызвала живые дебаты в Британском парламенте. Каннинг принял новости о захвате датского флота восторженно, заявив, что не слышал «ни о чём более блестящем, более здравом и более эффективном», чем эта операция. Подобного мнения держался и Персеваль. Каслри предлагал как можно скорее оккупировать Зеландию, однако этому воспротивились военные во главе с Уэлсли, стремившимся возобновить боевые действия на Пиренеях.
Оппозиция, наоборот, опасалась, что нападение на нейтральную Данию чревато подрывом доверия к англичанам в Европе и что обращать нейтральную сторону конфликта в противника было опрометчиво. Трижды предпринимались попытки принять резолюцию, осуждающие действия правительства в Копенгагене, однако все они провалились.
В более длительной исторической перспективе бомбардировка Копенгагена, вскрыв беззащитность Датской державы, привела к потере ею Норвегии и превращению в одно из второстепенных с политической точки зрения государств Европы. Призрак копенгагенской бомбардировки не оставлял и германских стратегов, которые даже в XX веке испытывали т. н. «копенгагенский комплекс» — боязнь внезапного нападения британского флота на военно-морские базы Германии и «превентивного» уничтожения немецкого флота.

## В художественной литературе
- Бомбардировка Копенгагена является историческим фоном одного из романов Б. Корнуэлла о стрелке Шарпе под названием «Добыча Шарпа».
- Данные события упомянуты в романе Г. Л. Олди и А. Валентинова «Алюмен».
- Датский поэт Карл Баггер написал о событиях стихотворение «Английский капитан».
- Упоминается в сказке Х. К. Андерсена «Калоши счастья».